# Édouard Yves
Édouard Émile Gustave Yves (Katako-Kombe, 1907. október 26. – ?, ?) világbajnoki ezüstérmes, olimpiai bronzérmes belga tőr- és kardvívó.